# Kalopanagiotis
Kalopanagiotis (in greco Καλοπαναγιώτης?) è una comunità (in greco κοινότητα?, koinótita) del distretto di Nicosia di  Cipro, situato a 3 km a nord di Moutoullas nel massiccio del Troodos. Kalopanagiotis si trova nella valle di Marathasa. Il villaggio e la sua architettura includono strade e sentieri acciottolati, cappelle e chiese. Case con tetti di tegole, balconi, cortili e alberi di vite ombrosi sono caratteristici del villaggio. Kalopanagiotis è circondato dalla verde vegetazione della Valle del Setrachos.

## Monumenti e luoghi d'interesse

### Architetture religiose
Nel villaggio ci sono diverse chiese e cappelle, come le chiese di Santa Marina e Panagia Theotokos, le cappelle di Sant'Andronikos e Sant'Athanasia, San Giorgio, San Kyriakos, Archangelos Michael, San Sergio e Bacco e Panaghia Theoskepasti.
I monumenti bizantini più notevoli della zona includono il monastero di Agios Ioannis Lampadistis e il mulino ad acqua di Kykkos. Il monastero di Agios Ioannis Lampadistis è una delle dieci Chiese Dipinte della Regione del Troödos che sono state iscritte come Patrimonio Mondiale dell'UNESCO nel 1985 per i loro eccezionali affreschi e per la testimonianza della storia del dominio bizantino a Cipro.